# Gleeden
Gleeden est un site spécialisé dans les rencontres adultères lancé le 1er décembre 2009 en France. Le site de rencontre a été créé par deux frères d'origine française, Teddy et Ravy Truchot (en). Le nom Gleeden est composé de glee (bien-être, euphorie) et de Éden (paradis terrestre).

## Historique
Ce site de rencontre sur Internet, lancé officiellement le 1er décembre 2009 en France, a été le premier site créé pour les personnes mariées ou vivant en couple et souhaitant tromper leur conjoint en France et en Europe. Le concept est fondé sur le postulat suivant : auparavant, 8 % des personnes inscrites sur les sites de rencontres classiques se déclaraient célibataires tout en étant mariées ou en couple. Gleeden permet désormais aux personnes souhaitant tromper leur conjoint d'afficher leur statut d'homme ou de femme marié.

## Initiatives
Dès son lancement, Gleeden se fait remarquer par ses campagnes de communication notamment dans le métro parisien.
Afin d’ouvrir le dialogue sur le sujet de l’infidélité, Gleeden s’entoure d’un cercle d’experts d’horizons divers tels que la philosophe et écrivaine Éliette Abécassis, l'experte[pas clair] Maïa Mazaurette et la sexologue Dr Juliette Buffat, cofondatrice de l’Institut Suisse de Sexologie Clinique.
En 2014, Gleeden conclut un partenariat avec Pierre des Esseintes et les éditions La Musardine pour le livre Osez l'infidélité.
En février 2015, Gleeden fait une opération de communication remarquée au Salon du Mariage en louant un stand fictif et en révélant au dernier moment sa véritable identité,.
Gleeden est également à l’initiative d'une Journée de l’infidélité, et ouvre temporairement en avril 2016 la première boutique de l’infidélité à Paris dans le quartier des Halles.

## Critiques
Le site est accusé de faire la promotion de l'adultère. Les critiques sont liées à l'essence même du site, la rencontre extra-conjugale, qui serait, selon l'Union des familles en Europe, la principale cause de divorce en France. Le fait de proposer des rencontres aux femmes et hommes mariés a notamment été critiqué par des blogueurs protestants et des militants du Bloc identitaire. Selon l'écrivain Matthieu Mégevand, le site est le reflet d'une « société aux valeurs très volatiles ».
En 2013, le Jury de déontologie publicitaire, organe de l'ARPP, a statué sur la non-recevabilité des plaintes à l'encontre des publicités pour Gleeden. Le site poursuit depuis ses actions marketing à partir d'un storytelling calibré, que certains jugent fondé sur des éléments mensongers liés à la paternité de l'invention de ce marché par Gleeden (ou par Ashley Madison selon le Canadien) et à la véracité des chiffres de fréquentation.
En 2015, les Associations familiales catholiques (AFC) ont fait savoir qu’elles assignaient la société américaine Black Divine, éditrice du site Gleeden,, faisant valoir que la fidélité est une obligation que se doivent les époux dans le mariage, en vertu de l’article 212 du code civil. Le plaignant est débouté en février 2017, le tribunal estimant que "l'obligation de fidélité n'est pas absolue". Cette décision est confirmée par la Cour de cassation en 2020.